# Коновалов, Сергей Иванович
Сергей Иванович Коновалов (1920—1975) — лётчик-ас, полковник Советской Армии, участник Великой Отечественной войны, Герой Советского Союза (1946).

## Биография
Родился 15 февраля 1920 года в деревне Пески (ныне — Рамешковский район Тверской области).
После окончания семи классов школы и школы фабрично-заводского ученичества работал токарем на Калининском вагоностроительном заводе. Окончил аэроклуб.
В 1940 году призван на службу в Рабоче-крестьянскую Красную Армию. В 1941 году он окончил Батайскую военную авиационную школу пилотов. С марта 1943 года — на фронтах Великой Отечественной войны. В одном из первых боёв был подбит и ранен, приземлился и, починив самолёт и перевязав рану, сумел долететь до аэродрома.
К январю 1945 года гвардии старший лейтенант Сергей Коновалов был заместителем командира эскадрильи 150-го гвардейского истребительного авиаполка 13-й гвардейской истребительной авиадивизии 3-го гвардейского истребительного авиационного корпуса 5-й воздушной армии 2-го Украинского фронта. К тому времени он совершил 161 боевой вылет, принял участие в 26 воздушных боях, сбив 15 вражеских самолётов лично и ещё 4 — в составе группы.
Указом Президиума Верховного Совета СССР от 15 мая 1946 года за «мужество и героизм, проявленные в воздушных боях с немецкими захватчиками» гвардии старший лейтенант Сергей Коновалов был удостоен высокого звания Героя Советского Союза с вручением ордена Ленина и медали «Золотая Звезда» за номером 6906.
К 9 мая 1945 года совершил 217 боевых вылетов, провёл 36 воздушных боёв, сбил лично 18 и в группе 4 самолёта противника.
После окончания войны Коновалов продолжил службу в Советской Армии. В 1957 году он окончил Военно-воздушную академию.
В 1960 году в звании полковника Коновалов был уволен в запас. Проживал в Калинине.
Умер 25 февраля 1975 года, похоронен на Дмитрово-Черкасском кладбище Твери.
Был также награждён двумя орденами Красного Знамени, двумя орденами Отечественной войны 1-й степени, двумя орденами Красной Звезды, рядом медалей.